# Râu Alb, Hunedoara
Râu Alb este un sat în comuna Sălașu de Sus din județul Hunedoara, Transilvania, România.

## Istorie și trăsături
Cel mai vechi strămoș cunoscut al feudalilor de la Râu Alb este un Baluzin, care a trăit în a doua jumătate a secolului al XIV-lea. Îi sunt cunoscuți apoi doi fii, pe Dragotă și Ioan. Către mijlocul secolului al XV-lea, relațiile genealogice devin foarte imprecise. Constatăm doar ascensiunea unui grup format din Petru, fiul lui Balotă, Valentin, fiul lui Vlad, Valentin, fiul lui Tatul, foști cnezi, deveniți nobili. Succesiunile genealogice continuă să fie neclare până la limita cronologică pe care ne-am propus să o atingem. Din acest motiv, privim cu rezervă o genealogie parțială care apare la Mike. Este cert ca vechea familie devenise din ce în ce mai stufoasă, dar, pe cât observăm, nimeni nu renunță la patronimicul maghiarizat de Fejervizy, în favoarea altuia, mai personal. Aceasta în pofida faptului că în secolul al XVII-lea cel puțin, există o mare dispersie de personaje cu numele de Fejervizy, pe care le întâlnim în comitat, ori în Banat, și care, după toate probabilitățile, nu sunt înrudite decât prin strămoși îndepărtați. Se poate observa o bună conservare a antroponimelor românești la nivelul secolului al XVI-lea (Gligul, Iovănuș, Iovan, Stoica, Serban, Tudor), cu soții din același mediu (Neacșa, Romana). În secolul al XVII-lea, situația s-a schimbat radical. Poate fi constatată cu prilejul unor căsătorii cu membri din familii maghiarizate și trecute la calvinism (Csulai, Kendeffy). Și încă o situație interesantă, cu caracter excepțional pentru Hațeg: la 1633, câțiva români din Râu Alb au fost făcuți nobili armaliști.

### Cnezatul Râului Alb
Situat la nord-vest de cnezatul Râului Bărbat, cu satele dispuse pe o porțiune scurtă din cursul superior al Streiului și pe văile învecinate a trei afluenți ai acestuia, cnezatul Râului Alb a făcut parte din structurile teritoriale mai mici ale Țării Hațegului, cuprinzând cu certitudine doar cinci sate. Este totuși posibil ca alte două sau trei așezări să se fi desprins din acest cnezat de vale înainte de sfârșitul secolului al XIV-lea, după cum nu se poate exclude eventualitatea ca cnezatul Râului Alb să fi rezultat din diviziunea unei structuri teritoriale mai mari, poate a uneia care a inclus inițial și cnezatul Sălașurilor. Un document din 1398 pomenește două din satele acestui cnezat, Râu Alb și Rușor, atestând totodată relații de subordonare între familiile creziale din aceste două sate. Nu este vorba doar de calificativele folosite pentru cnezii din cele două sate, ci de chiar conținutul actului care are în vedere reglementarea datoriilor față de cetatea regală. Reglementarea nu este cu totul clară, s-ar putea ca cincimea de marcă de argint pusă în sarcina cnezilor de Rușor să se datoreze stăpânirii unei cincimi a satului de către cnezii de Râu Alb, dar indiferent de semnele de întrebare, sensul relațiilor este cert. De aceea considerăm că centrul cnezatului a fost la Râu Alb. Cnezii de aici stăpânesc de altfel și părți din Râul Mic (Vaidei), sat situat în amonte pe aceeași vale.
Apartenența la cnezat a altor două sate, Băiești și Șerel, rezultă din stăpânirile devălmșe exercitate de cnezii de Băiești pe valea Râului Alb sau poate chiar în satul Râul Alb. Data relativ tâtzie a informațiilor, către mijlocul secolului al XV-lea, ca și impreciziunea documentelor, împiedică reconstituiri mai detaliate. Nu știm nici în care parte de munte se aflau ,,pertinențele acestui cnezat de vale. În mod logic, de el ar fi trebuit să țină și satul Coroiești și mai departe, pe la izvoarele râului Alb, o bună porțiune din masivul Retezatului. Pe temeiul informațiilor din documente și în pofida relațiilor de subordonare care se constată între familiile cneziale, la cumpăna secolelor XIV și XV satele Băiești, Râu Alb și Rușor poartă trăsăturile unor așezări importante și vechi.

## Biserica

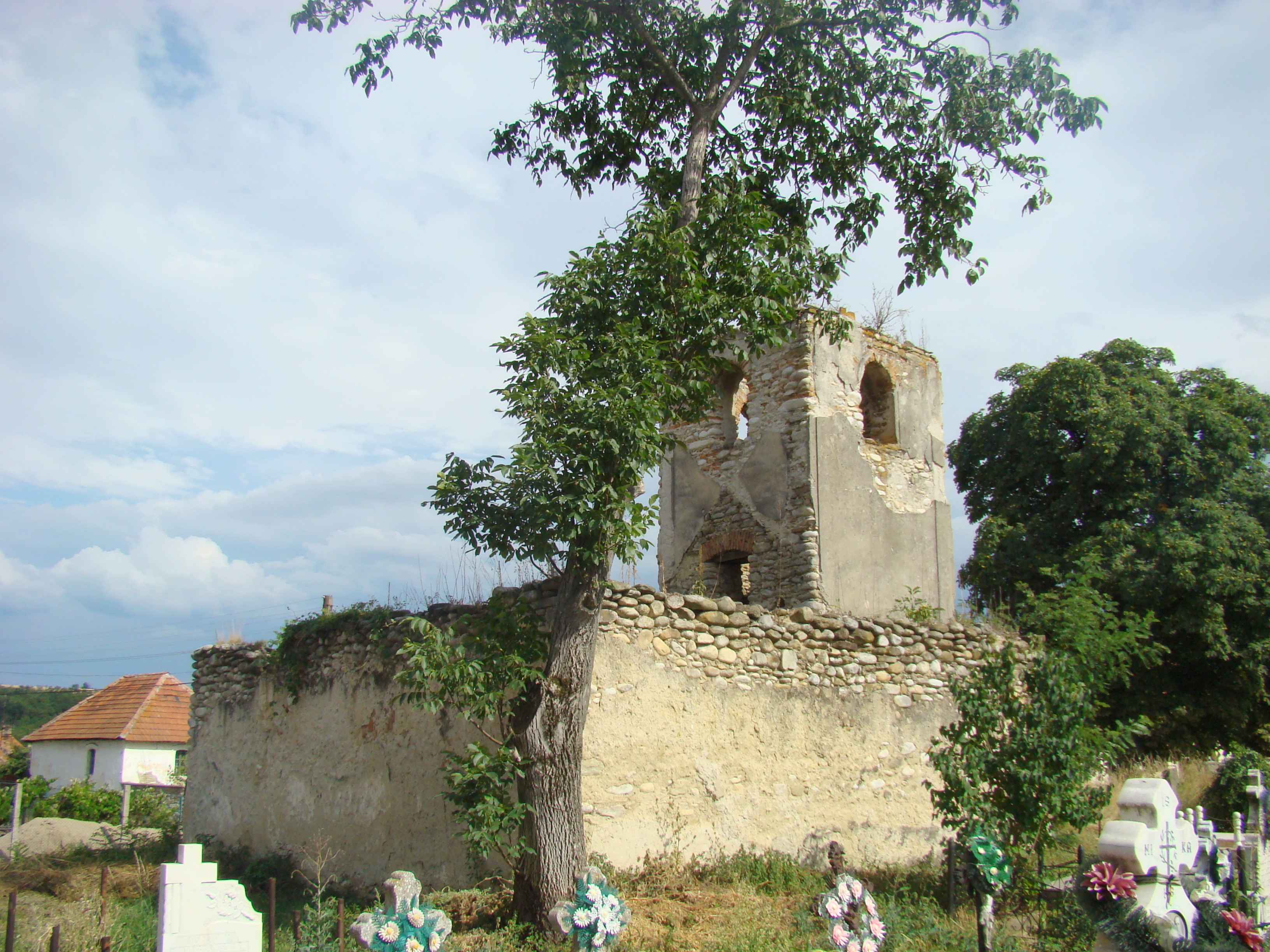
Ruinele bisericii parohiale reformate din Râu Alb

Soarta bisericii din localitate este una dintre cele mai nedrepte. Ștefan Moldovan s-a mărginit să afirme, aproape stereotip, că „e una din celea vechi a patriei și contimpurană bisericii din Băiești”, ceea ce ne-ar indica perioada de mijloc a secolului al XV-lea. Iacob Radu nu a făcut decât să semnaleze grosimea zidurilor, afundarea lor în pământ, precum și prezența iconostasului de zid, considerat, în ciuda similitudinilor din arhitectura religioasă hațegană, ,,lucru rar de tot. De atunci s-a mai revenit asupra bisericii cu un element cronologic de secol XV, fără nici un suport argumentabil. 
Dacă ne apropiem de realitatea momentului, constatările sunt revelatoare. În cimitirul actual, situat la dreapta unei curbe care pătrunde în miezul satului, observăm două biserici. Una, aflată în ruină, prezintă pe frontonul de deasupra intrării, o pisanie în limba maghiară, care îi precizează clar ctitorii și destinația. Este vorba despre un lăcaș reformat cu clopotniță reclădită în anii 1838-1839, de către nobilul de origine română Ladislau Koszta din Băiești.

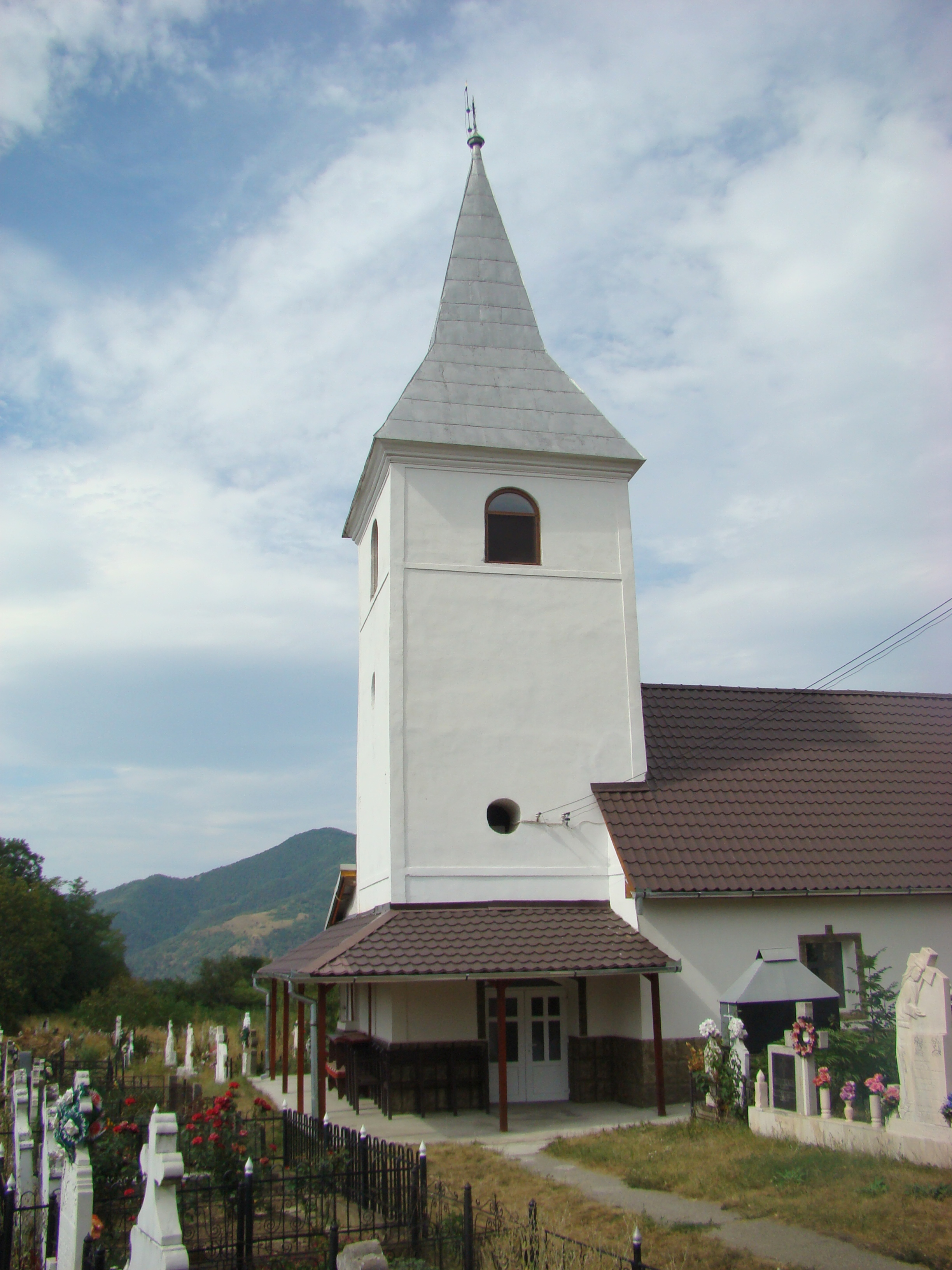
Biserica „Duminica Femeilor Mironosițe”

Biserica cealaltă, care funcționează și astăzi ca loc de închinare ortodox, a fost renovată în cea mai mare parte, începând cu anul 2009. Are hramul „Duminica Femeilor Mironosițe”; este o construcție de plan dreptunghiular, compusă dintr-un altar semicircular decroșat, o navă nedivizată de mici dimensiuni și un turn-clopotniță robust, cu intrarea practicată pe latura sa sudică. Clopotnița a apărut în 1855, odată cu refacerea lăcașului. Absida, patrulateră în interior, este boltită semicilindric și despărțită de spațiul naosului printr-un arc de triumf; în dreptul Sfintei Mese apar două nișe laterale, cu rol de proscomidiar, respectiv de diaconicon. Ferestrele sunt refăcute. Din pricina deselor intervenții constructive, aspectul inițial al bisericii s-a alterat. Alte șantiere de restaurare, în afara celor menționate, au urmat incendiului din 1788, provocat de cunoscuta invazie turcească în Țara Hațegului, respectiv distrugerii turnului de un trăsnet, în 1906. Biserica, târnosită în 1969, a fost construită în prima jumătate a secolului al XV-lea de către cnejii români locali. 
Despre slujbașii bisericii din Râu Alb avem informații doar de la mijlocul secolului al XVI-lea. Astfel, la 17 octombrie 1548 a fost remarcat popa Stanciul (Zthanchwl), care se afla în condiție de iobag. Ceva mai târziu, respectiv în 1559, se amintește un Ștefan Popa, fără să avem convingerea că respectivul a fost, într-adevăr, preot. Un alt nobil, tot cu numele de Ștefan Popa, în vârstă de 30 de ani, mai apare la Râu Alb, ca martor, la 26 iunie 1640. Unele izvoare dau de înțeles că primul pastor reformat și-ar fi început aici activitatea pe la 1680. La începutul lui februarie 1792, reformații umblau încă la aceeași biserică ca și românii. Comun era și cimitirul

## Vezi și
- Biserica parohială reformată din Râu Alb

## Imagini

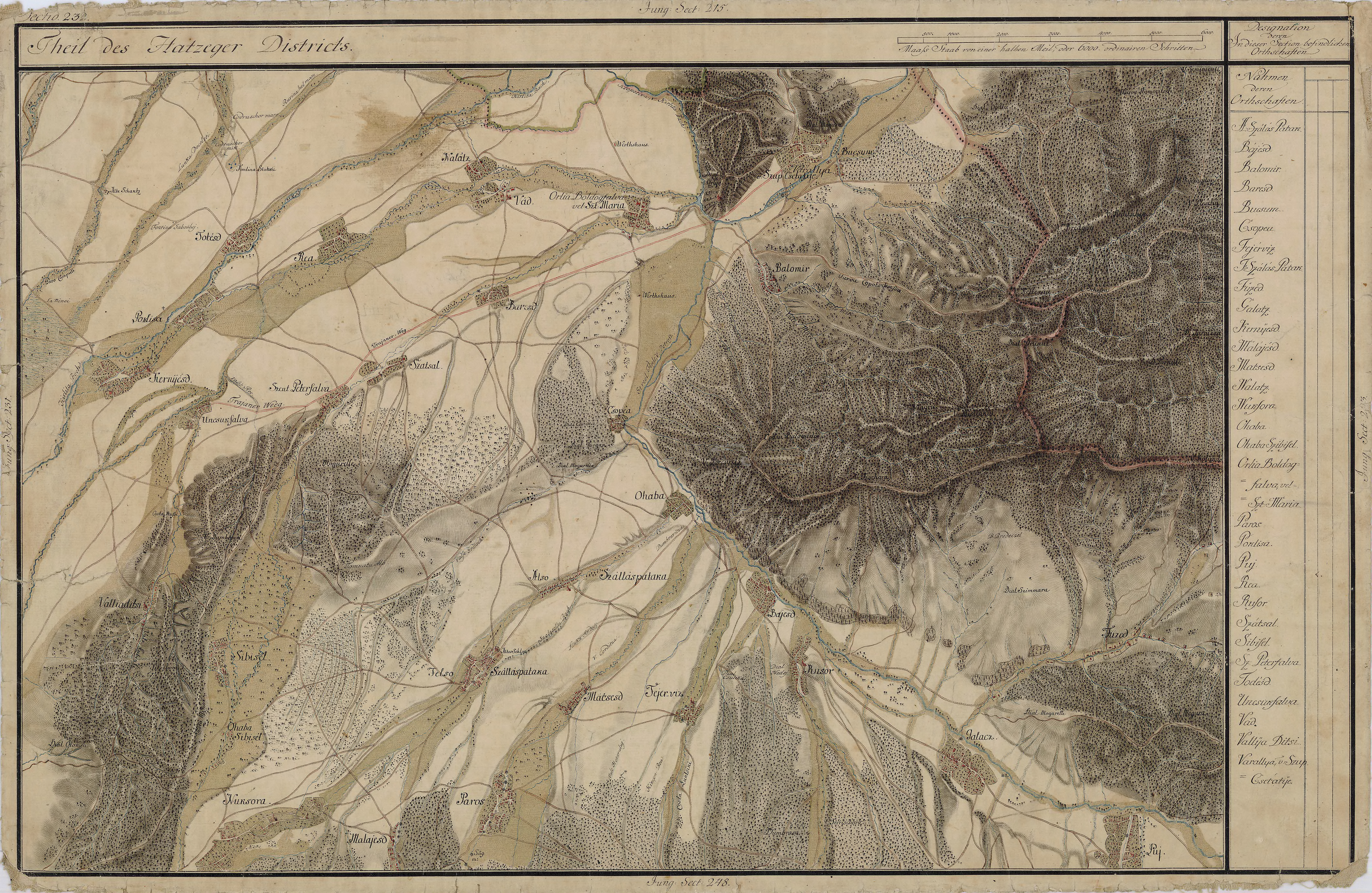
Râu Alb în Harta Iosefină a Transilvaniei, 1769-1773
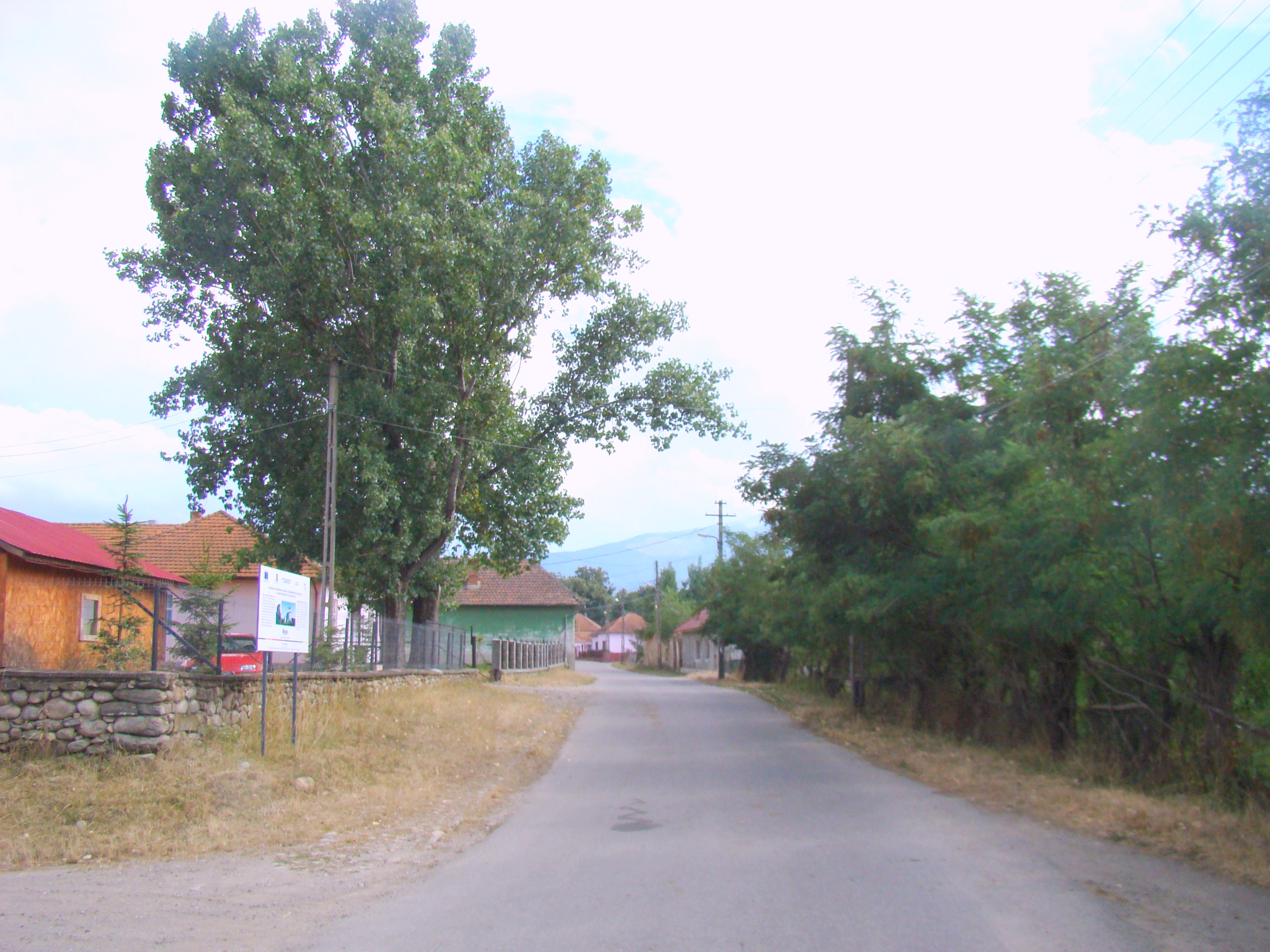
Intrarea în localitate
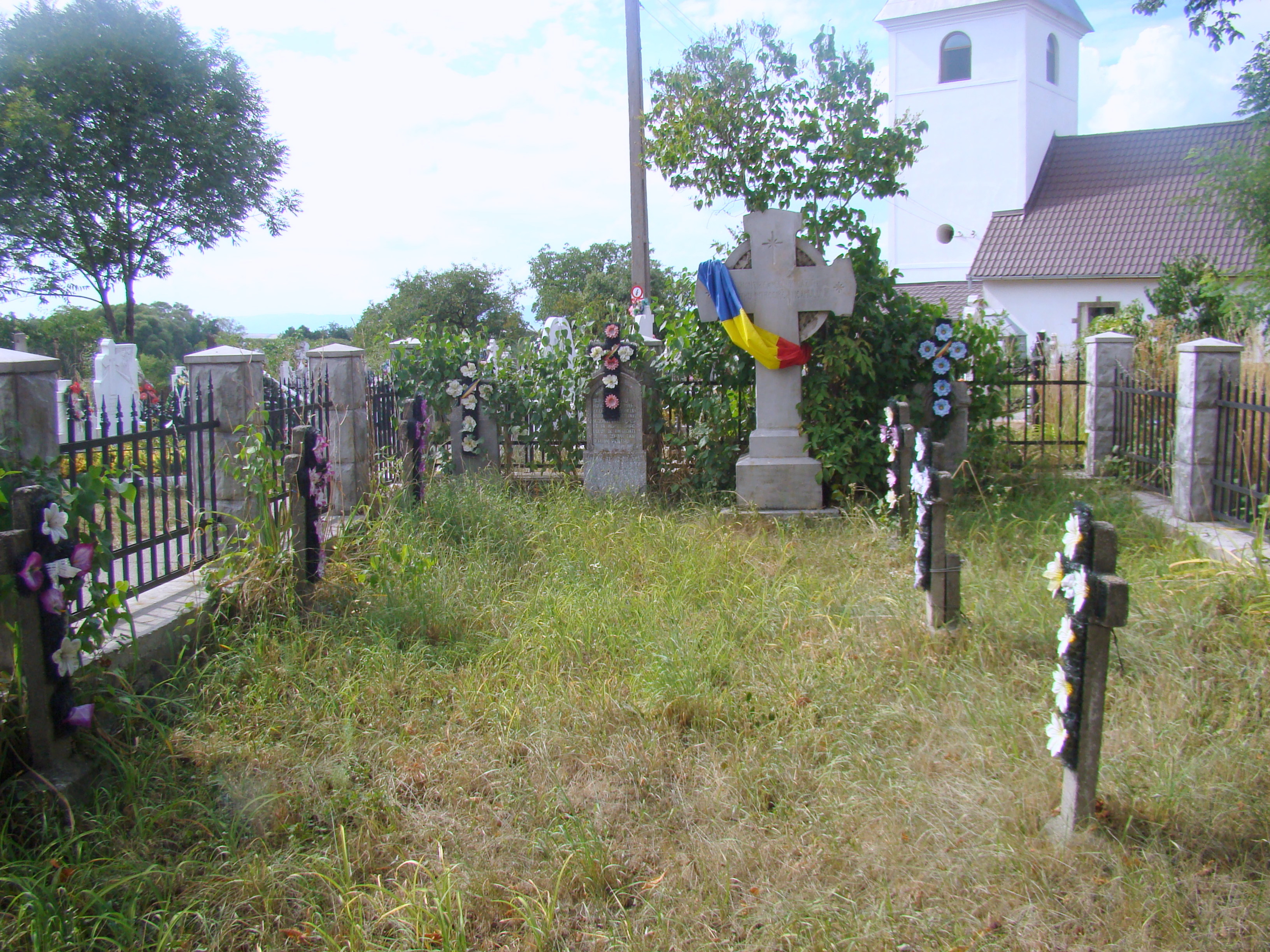
Cimitirul eroilor